# Драгиша Дињичић
Драгиша Дињичић је био српски кнез из властелинске породице Дињичић која је имала своје посједе у источним дјеловима краљевине Босне, област Јадара. Син је жупана Дињице.
Дињицу наслеђује кнез Драгиша Дињичић, вјероватно његов син. Драгиша Дињичић је познат по активном судјеловњу у завјери против кнеза Радослава Павловића и учествовању у његовом убиству у лову на Пареној пољани 1415. године, недалеко од Краљеве Сутјеске 22. августа 1415. године. После овог догађаја наступило је отворено непријатељство међу српском властелом. Како такво стање није одговарало султану Мехмеду Првом, он је преко својих посланика иницирао сазив станака. На станку је за овај догађај кривљен краљ Остоја те и Дињичићи за које је наређено хапшење. Драгиша је као и краљ Остоја избјегао хапшење, те се као човјек краља Стефана Твртка Другог често појављује у његовим повељама међу првим свједоцима.
Кнез Драгиша имао је два брата Павла и Ковача и сина Покрајца који се помиње у једном дубровачком спису из 1426. године.